# 汉诺威音乐、戏剧与媒体学院
汉诺威音乐、戏剧与媒体学院（Hochschule für Musik, Theater und Medien Hannover）是一所位于德国汉诺威的音乐类高校。

## 简介
该校的前身是1897年始建的私立音乐学院，1911年收归市政府管理，与汉诺威戏剧学院合并后，于1962年更名为国立音乐戏剧学院（Staatliche Hochschule für Musik und Theater），1978年起升格为高等院校，现校名自2010年启用。
学校主楼从高处俯瞰是一个耳朵的形状，同样的设计也被使用于校徽上。
学校提供了全面的音乐类教育课程，尤其以钢琴、管弦乐和室内乐等专业知名，爵士乐等流行音乐也有涵盖。戏剧、歌剧院系与汉诺威国立歌剧院和北德广播爱乐乐团等职业表演团体关系紧密。

## 知名讲师
- 大植英次
- 卡尔-海因茨·凯莫林
- 克拉伊涅夫
- 赫尔穆特·拉亨曼

## 知名校友
- 格奥尔基·拉察比泽
- 李嘉齡
- 李云迪
- 弗朗西斯科·皮蒙泰西
- 卡嘉·瑞曼
- 吉塔拉斯·杨纽瑟维西斯